# 郭志仁 (電台節目主持)
郭志仁（英語：Ken Kwok） 為香港商業電台雷霆881節目主持及商業一台總監 。
曾任選舉經理人、公開大學兼職講師。

## 簡歷
郭志仁早年就讀香港仔浸信會呂明才書院，2001年畢業於中文大學政治與行政學系、逸夫書院第一學生宿舍宿生會會長，後再修讀中文大學公共政策社會科學碩士。曾任政治與行政學系辯論隊隊長，2000年於兩大政治科學辯論比賽(兩大政辯)獲選最佳辯論員, 當年評判包括立法會議員毛孟靜。
郭志仁曾於2003年區議會選舉擔任選舉經理人。選舉後擔任社區總主任。
2004參加由余若薇、鄺其志主持的「薇言大志」主持招募比賽而加入商業一台。

### 現時主持之節目：
- 商業電台 雷霆881 《在晴朗的一天出發》[7]

### 曾主持之節目：
- 薇言大志 (與余若薇  星期六早上七至九)
- 左右大局 (與李慧玲 星期一至五下午六時半至八)  [8]
- 大開世界 (與沈旭暉 星期六上午十至十一) [9]
- 流行交響協奏曲 [10]
- 寫生活 (881眾DJ)

## 黃定光「不知李慧玲是誰」事件
2014年2月，民建聯立法會議員黃定光在立法會討論是否以特權法調查商台解僱李慧玲一事，黃定光在會上指李慧玲是「小爬蟲」，之前不知道李慧玲是誰。
翌日郭志仁於《在晴朗的一天出發》上反駁黃定光不認識李慧玲之說，稱數年前曾與黃在上環二人飯局，其間黃對他說：「叫你拍檔唔好咁chur啦，有時唔好去得咁盡，要收斂吓㗎嘛。」曾與李合作主持《左右大局》的郭表示，他當時的「拍檔」只有李慧玲一人，故肯定黃定光指的人是李，批評黃於立法會上公然講大話可恥。 

## 外部連結
- 商業電台主持簡介－郭志仁 （页面存档备份，存于）